# Eugenio Dolmo Flores
Eugenio Dolmo Flores (Puerto Cortés, Honduras, 31 de julio de 1965) es un exfutbolista hondureño y exintegrante de la selección de fútbol de Honduras. 
Es el primer hondureño que anotó en la Copa Libertadores.

## Trayectoria
Mario Eugenio Dolmo Flores fue uno de los futbolistas más destacados de Honduras a nivel internacional debido a su gran velocidad y la facilidad que tenía para burlar a las defensas contrarias. 
Dolmo Flores comenzó su carrera deportiva con el Club Deportivo Platense de Puerto Cortés (1983-1987). Con este Club, Flores anotó diez goles en setenta y cuatro partidos. Posteriormente, pasó a formar parte del Club Deportivo Olimpia de la capital, donde tuvo la oportunidad de coronarse campeón del torneo de clubes de la región de Concacaf. Luego salió del club pero regresó para las temporadas 1995-1996 y 1996-1997, llegando a marcar un total de 23 goles. Además de los equipos antes mencionados, Dolmo Flores participó en Honduras con los clubes Petrotela y el Broncos de Choluteca.
Su talento natural lo llevó a ser contratado por varios clubes del continente americano. La primera experiencia internacional de Eugenio Dolmo fue con el Suchitepéquez de Guatemala y luego con el Santos Laguna de la primera división de México, donde participó por varias temporadas. 
De México Flores pasó a reforzar las filas del Universitario de Deportes del Perú, tras el frustrado pase de Carlos Gustavo De Luca, donde tuvo la oportunidad de jugar la Copa Libertadores de América. En ese importante torneo, Dolmo no desaprovechó la oportunidad de convertirse en el primer catracho en anotar. Sus víctimas fueron el Barcelona y el Emelec de Ecuador y el Alianza Lima del Perú. Luego de su participación en América del Sur, el habilidoso delantero pasó a formar parte de la Liga Deportiva Alajuelense de Costa Rica.
Dolmo Flores terminó su carrera en octubre de 2003, jugando para el Real Estelí de Nicaragua.

## Selección nacional
Participó con la selección de Honduras en cuarenta y dos partidos internacionales, en los que anotó seis goles. Además, tuvo la oportunidad de pelear el boleto mundialista rumbo para Estados Unidos 1994. Lo más destacado de Flores con la selección catracha en esas eliminatorias fue su clave participación en la eliminación de Costa Rica en la primera fase de las eliminatorias. 
El 8 de noviembre de 1992, cuando Honduras perdía al medio tiempo contara la selección tica por 2-0, Dolmo Flores, Richardson Smith y César Obando se convirtieron en héroes catrachos, al echarse el equipo al hombro y ayudar a remontar el marcador de ese partido que perdían de visita por marcador de 3-2. 
En el partido de vuelta jugado en Tegucigalpa el 5 de diciembre de 1992, se produjo una controversial jugada por la cual Dolmo Flores es recordado tanto en Honduras como en Costa Rica. 
En el minuto 12, Dolmo se corrió por toda la banda izquierda; pero el balón se le salió de la línea de marcación. Tanto el juez central como el juez de línea no observaron esa acción. De todas maneras Dolmo siguió la jugada como si nada hubiese pasado e hizo el centro para que llegara el delantero Juan Flores y anotara el gol en el minuto 13. Ese gol puso en ventaja a los hondureños. 
Al final, Honduras terminó ganando ese partido por 2-1, lo que significó la eliminación de los costarricenses del Mundial de Estados Unidos 1994. 
Una vez en la siguiente ronda, Flores fue partícipe del resto de la eliminatoria, en la cual Honduras tuvo que enfrentar a Canadá, El Salvador y México, siendo este último país el que logró el pase para el Mundial de Estados Unidos.

## Clubes
| Club                       | País        | Año       |
| -------------------------- | ----------- | --------- |
| Club Deportivo Platense    | Honduras    | 1983-1984 |
| Suchitepéquez              | Guatemala   | 1985      |
| Club Deportivo Olimpia     | Honduras    | 1986-1988 |
| Santos Laguna              | México      | 1989-1992 |
| Petrotela                  | Honduras    | 1992      |
| Liga Deportiva Alajuelense | Costa Rica  | 1992-1993 |
| Universitario de Deportes  | Perú        | 1994      |
| Club Deportivo Olimpia     | Honduras    | 1995-1998 |
| Club Deportivo Victoria    | Honduras    | 1999-2000 |
| Broncos                    | Honduras    | 2001      |
| Isidro Metapán             | El Salvador | 2002      |
| Real Estelí                | Nicaragua   | 2003      |

## Palmarés

### Campeonatos nacionales
| Título                              | Club                   | País     | Año  |
| ----------------------------------- | ---------------------- | -------- | ---- |
| Liga Nacional de Fútbol de Honduras | Club Deportivo Olimpia | Honduras | 1986 |
| Liga Nacional de Fútbol de Honduras | Club Deportivo Olimpia | Honduras | 1987 |
| Copa de Honduras                    | Club Deportivo Olimpia | Honduras | 1995 |
| Liga Nacional de Fútbol de Honduras | Club Deportivo Olimpia | Honduras | 1996 |
| Liga Nacional de Fútbol de Honduras | Club Deportivo Olimpia | Honduras | 1997 |
| Supercopa de Honduras               | Club Deportivo Olimpia | Honduras | 1997 |
| Copa de Honduras                    | Club Deportivo Olimpia | Honduras | 1998 |

### Campeonatos internacionales
| Título                           | Club                   | País     | Año  |
| -------------------------------- | ---------------------- | -------- | ---- |
| Copa de Campeones de la Concacaf | Club Deportivo Olimpia | Honduras | 1988 |

- Datos: Q5850472